# Dadabhai Naoroji
Dadabhai Naoroji, conosciuto anche come Grand Old Man of India (devanagari: दादाभाई नौरोजी; Nashik, 4 settembre 1825 – Bombay, 30 giugno 1917), è stato un politico indiano, intellettuale, educatore, commerciante di cotone parsi ed uno dei primi leader politici del paese.
Fu un membro della Camera dei comuni, il primo asiatico membro del Parlamento britannico e venne eletto nel 1892.

## Biografia
Nato a Nashik, all'interno di una famiglia di sacerdoti zoroastriani, studiò presso l'Elphinstone College dove, ad appena 25 anni, viene nominato Assistant Professor di matematica e filosofia naturale.
Essendo un Athornan, un sacerdote ordinato, Naoroji fondò, il primo agosto 1851, il Rahnumae Mazdayasne Sabha (Guide sul Cammino Mazdeo) per riportare la religione zoroastriana alla sua purezza e semplicità originali. Nel 1854, fondò anche una pubblicazione quindicinale, Rast Goftar, per chiarire i concetti zoroastriani. Nel 1855 divenne professore di matematica e filosofia naturale a Bombay. Nello stesso anno si recò a Londra per diventare socio della Cama & Co., aprendo una sede a Liverpool della prima società indiana in Gran Bretagna. Entro tre anni si dimise per motivi etici. Nel 1859 fondò la Naoroji & Co., la sua compagnia di commercio del cotone. In seguito divenne professore di lingua gujarati presso l'University College di Londra. Nel 1867 contribuì a istituire l'East India Association, una delle associazioni all'origine dell'Indian National Congress, con l'obiettivo di portare il punto di vista indiano nella società britannica. L'organizzazione lottava contro le teorie dell'Ethnological Society of London, che nel 1866 aveva cercato di dimostrare la superiorità degli europei sugli asiatici. L'East India Association ebbe il supporto di molti eminenti inglesi e riuscì ad esercitare una notevole influenza nel Parlamento Britannico. Nel 1874 divenne Primo Ministro di Baroda e dal 1885 al 1888 fu membro del Consiglio Legislativo di Bombay. Fu anche membro dell'Indian National Association, fondata da Sir Surendranath Banerjea da Calcutta, pochi anni prima la fondazione dell'Indian National Congress a Bombay, con gli stessi scopi e metodi. I due gruppi si unirono nell'INC e Naoroji fu eletto Presidente del Congresso nel 1886. Naoroji pubblicò Poverty and un-British Rule in India nel 1901. Naoroji si trasferì nuovamente in Gran Bretagna dove fu membro della Camera dei Comuni tra il 1892 e il 1895 (eletto con il Partito Liberale nel collegio Finsbury Central).  Al momento del giuramento, si rifiutò di giurare sulla Bibbia, non essendo cristiano, ma gli venne concesso di giurare in nome di Dio sulla sua copia del Khordeh Avesta. Nella sua campagna elettorale e nei suoi doveri come parlamentare fu assistito da Mohammad Ali Jinnah, il futuro nazionalista musulmano e fondatore del Pakistan. Nel 1906 fu nuovamente eletto Presidente dell'INCC.

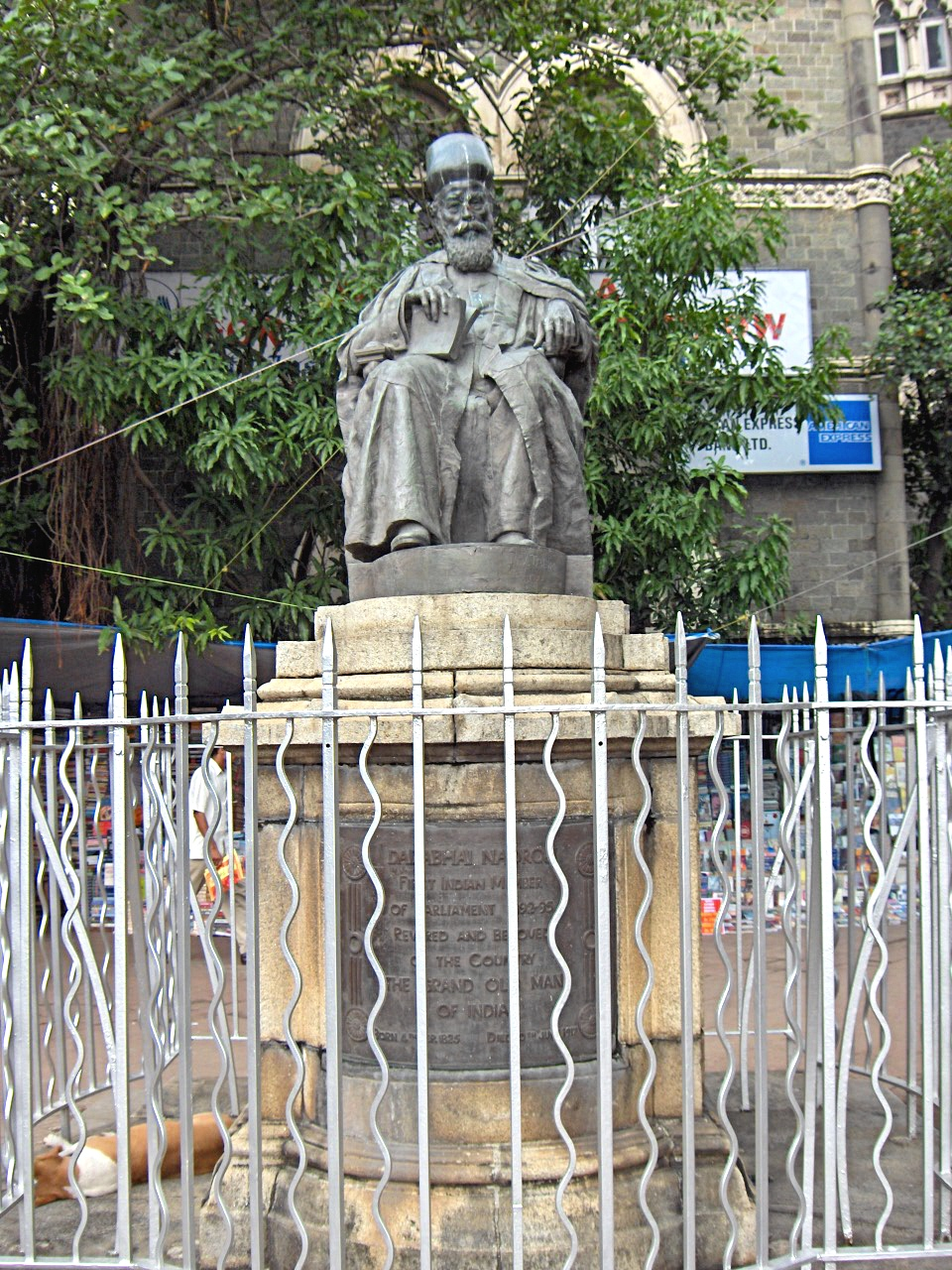
Statua di Dadabhai Naoroji a Mumbai

Morì a Bombay il 30 giugno 1917, all'età di 92 anni. Nella città gli è oggi dedicata la Dadabhai Naoroji Road. Altre due strade gli sono dedicate a Karachi in Pakistan ed a Londra.

## Opere
- The manners and customs of the Parsees (Bombay, 1864)
- The European and Asiatic races (London, 1866)
- Admission of educated natives into the Indian Civil Service  (London, 1868)
- The wants and means of India (London, 1870)
- Condition of India (Madras, 1881)
- Poverty of India: A Paper Read Before the Bombay Branche of the East India Association, Bombay, Ranima Union Press, (1876)
- C. L. Parekh, ed., Essays, Speeches, Addresses and Writings of the Honourable Dadabhai Naoroji, Bombay, Caxton Printing Works (1887).  An excerpt, "The Benefits of British Rule", in a modernized text by J. S. Arkenberg, ed., on line at Paul Halsall, ed., Internet Modern History Sourcebook.
- Lord Salisbury's Blackman (Lucknow, 1889)
- Dadabhai Naoroji, The Parsee Religion, University of London, 1861.
- Dadabhai Naoroji, Poverty and Un-British Rule in India, Publications Division, Ministry of Information and Broadcasting, Government of India, 1901, ISBN.;  Commonwealth Publishers, 1988.  ISBN 8190006622